# Papa Joan VIII
|  | Per a altres significats, vegeu «Joan VIII (antipapa)». |

Joan VIII (Roma, 820 - 882) fou Papa de Roma des del 872 fins al 882.
Abans de ser escollit per al papat el 14 de desembre de 872, era arxidiaca de Roma. La seva elecció va trobar l'oposició del futur Formós I, que també acabaria sent Papa. Encara que ja tenia més de 50 anys en el moment del seu nomenament, va ser un pontífex enèrgic.
Anomenat el «Rector d'Europa», va aconseguir evitar un cisma amb l'església d'Orient: quan Foci, Patriarca de Constantinoble, va tornar a acceptar el dogma catòlic, el 877, Joan VIII es va conformar a rebre d'ell una declaració de penediment i Foci va continuar essent patriarca. Joan VIII va acceptar també l'anomenada clàusula del filioque sobre la controvertida redacció del Credo i va restablir l'autorització donada per Adrià II per celebrar la litúrgia en llengua eslava. També va proporcionar als missioners Ciril i Metodi un certificat d'ortodòxia.
En l'àmbit occidental, es va defensar de l'aristocràcia romana consagrant l'emperador Carles el Calb el 25 de desembre del 875. Però a la mort de Lluís el Germànic, Carles es va trobar amb dificultats. Cridat pel papa, que estava amenaçat en Itàlia, Carles va morir en 877 quan passava els Alps. En la primavera del 878, sentint-se amenaçat, Joan VIII va fugir d'Itàlia i va ser acollit en Arles per Bosó V de Provença i el bisbe Tostang, abans d'assistir al Concili de Troyes, on va proposar com a rei d'Itàlia a Lluís II de França, que rebutjà l'oferiment, i després al mateix Bosó, que va fracassar en el seu intent. Alguns anys després, en 881, seguint la mateixa tàctica, Joan VIII va fer coronar emperador a Carles III el Gros. Però aquesta política va tornar a fracassar: Carles es va veure obligat a abdicar en 888.
El papa Joan VIII va morir el 882, en circumstàncies estranyes. Els Annals de Fulda afirmen que va ser enverinat i, després, com que trigava a morir, colpejat amb un martell.

## Papessa Joana
Diverses llegendes afirmen que aquest Papa fou en realitat una dona.
La primera referència sobre aquest fet data del segle xiii. En algun moment, l'Església Catòlica va acceptar la realitat de la Papessa Joana. Notes marginals en un document del segle xv es refereixen a una estàtua anomenada "La Dona Papa amb el seu Fill" que va ser posada prop del Laterà (ja que es diu que va donar a llum un fill pels carrers de Roma).
Durant la Reforma en el segle xvi l'Església Catòlica va començar a negar l'existència de la Papessa Joana, però al mateix temps els escriptors protestants insistien en la seva realitat, pel fet que l'existència d'una papessa seria una bona propaganda anti-catòlica.
Els estudiosos moderns no han pogut verificar positivament la historicitat de la Papessa Joana.